# Delta Ceti
Delta Ceti (δ Ceti, förkortat Delta Cet, δ Cet), som är stjärnans Bayer-beteckning, eller 82 Ceti, är en ensam stjärna i nordöstra delen av stjärnbilden Valfisken. Den har en genomsnittlig skenbar magnitud av 4,06 och är synlig för blotta ögat där ljusföroreningar ej förekommer. Baserat på parallaxmätningar i Hipparcos-uppdraget på 5,0 mas beräknas den befinna sig på ca 650 ljusårs (200 parsek) avstånd från solen.

## Nomenklatur
Delta Ceti var, tillsammans med α Cet (Menkar), λ Cet, γ Cet (Kaffaljidhma), μ Cet, ξ1 Cet och ξ2 Cet Al Kaff al Jidhmah, "Delen av en hand". Enligt stjärnkatalogen i Teknisk Memorandum 33-507 - A Reduced Star Catalog Containing 537 Named Stars, var Al Kaff al Jidhmah namn på fem stjärnor: γ Cet som Kaffaljidhma, ξ1 Cet som Al Kaff al Jidhmah I, ξ2 Cet som Al Kaff al Jidhmah II, δ Cet som Al Kaff al Jidhmah III och μ Cet som Al Kaff al Jidhmah IV.

## Egenskaper
Delta Ceti är en blå till vit underjättestjärna  av spektralklass B2 IV. Den har en massa som är ca 8,4 gånger solens massa, en radie som är ca 4,6 gånger större än solens och utsänder ca 4 000 gånger mera energi än solen från dess fotosfär vid en effektiv temperatur på ca 21 900 K.
Delta Ceti, eller 82 Ceti, är en pulserande variabel av Beta Cephei-typ (BCEP). Den varierar mellan skenbar magnitud +4,05 och 4,1 med en period av ungefär 0,16114 dygn eller 3,87 timmar.